# Andrea Caianiello
Andrea Caianiello (ur. 24 września 1987 w Neapolu) – włoski wioślarz.

## Osiągnięcia
- Mistrzostwa Świata U-23 – Hazewinkel 2006 – dwójka bez sternika wagi lekkiej – 2. miejsce[1].
- Mistrzostwa Świata – Eton 2006 – dwójka bez sternika wagi lekkiej – 3. miejsce[1].
- Mistrzostwa Świata U-23 – Glasgow 2007 – dwójka bez sternika wagi lekkiej – 1. miejsce[1].
- Mistrzostwa Świata – Monachium 2007 – dwójka bez sternika wagi lekkiej – 1. miejsce[1].
- Mistrzostwa Europy – Ateny 2008 – czwórka bez sternika wagi lekkiej – 1. miejsce[1].
- Mistrzostwa Świata – Linz 2008 – dwójka bez sternika wagi lekkiej – 2. miejsce[1].
- Mistrzostwa Świata U-23 – Račice 2009 – dwójka bez sternika wagi lekkiej – 1. miejsce[1].
- Mistrzostwa Świata – Poznań 2009 – dwójka bez sternika wagi lekkiej – 2. miejsce[1].
- Mistrzostwa Europy – Montemor-o-Velho 2010 – czwórka bez sternika wagi lekkiej – 4. miejsce[1].